# Janina Ojrzyńska
Janina Ojrzyńska (ur. 1933, zm. 2011) – wieloletnia pracowniczka Działu Naukowo-Oświatowego Muzeum Sztuki w Łodzi, kuratorka sztuki, kolekcjonerka i specjalistka od współczesnej sztuki czeskiej; twórczyni koncepcji "Kino-muzeum", czyli inicjatywy edukacyjnej mającej na celu upowszechnianie sztuki oraz edukację o sztuce za pomocą filmu oświatowego w specjalnie do tego przystosowanych kinowych salach muzealnych. Przed podjęciem pracy w Muzeum Sztuki w 1959 r., pracowała jako asystentka w Katedrze Historii i Teorii Filmu Państwowej Wyższej Szkoły Filmowej, Telewizyjnej i Teatralnej im. L. Schillera w Łodzi. W czasach pracy w muzeum konsultantka przy kolaudacjach filmowych w Wytwórni Filmów Oświatowych w Łodzi i Programów Edukacyjnych w Łodzi. Twórczyni scenariusza do krótkometrażowego filmu "Z mediomagnetycznego atelier Tytusa Czyżewskiego" w reżyserii Józefa Robakowskiego (rok produkcji: 1973).

## Publikacje
- Działalność Muzeum Sztuki w Łodzi w środowisku robotniczym; Janina Ojrzyńska; Przegląd Ekonomiczno-Społeczny Miasta Łodzi; Państwowe Wydawnictwo Naukowe nr 3; Łódź 1976.
- Muzeum Sztuki w Łodzi; Janina Ojrzyńska, Kazimierz Janaszewski; Krajowa Agencja Wydawnicza, Muzeum Sztuki w Łodzi; Łódź 1981.
- Współczesna sztuka czeska: druga kolekcja Janiny Ojrzyńskiej; Janina Ojrzyńska; Biuro Wystaw Artystycznych; Łódź 1985.
- Współczesna sztuka czeska: druga kolekcja Janiny Ojrzyńskiej; Magdalena Szafkowska, Janina Ojrzyńska; Muzeum Narodowe we Wrocławiu; Wrocław 2010.